# Stupčevići
Stupčevići (Servisch cyrillisch Ступчевићи) is een plaats in de Servische gemeente Arilje. De plaats telt 952 inwoners (2002).